# Wittman Buttercup
O Wittman W-5 Buttercup é uma aeronave de dois lugares projetada e construída por Steve Wittman em 1938. Designado como "Buttercup Model W", a aeronave original está alojada no "EAA AirVenture Museum" da "Experimental Aircraft Association", em Oshkosh, WI.

## Visão geral
O Buttercup foi considerado a base para um modelo de produção certificado para quatro lugares pela Fairchild Aircraft. Os executivos da Fairchild ficaram impressionados com a aeronave que por acaso pousou no aeroporto de sua fábrica em Hagerstown, Maryland. Wittman vendeu os direitos de produção, mas a Fairchild não prosseguiu com o esforço devido às obrigações de produção em tempos de guerra.

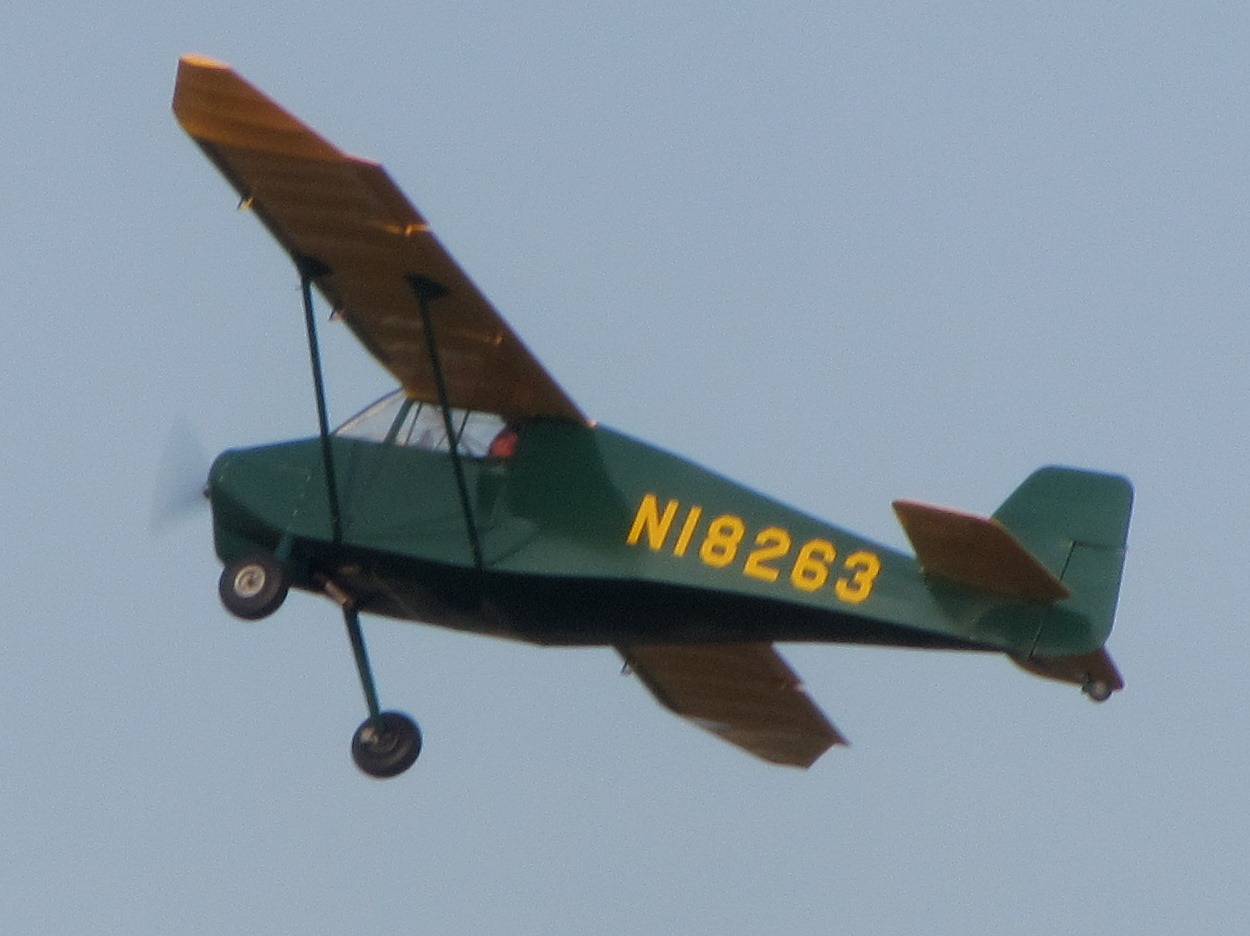
Um Wittman Buttercup em voo.

Earl Luce, membro da "Experimental Aircraft Association", desenvolveu uma réplica do projeto Buttercup, que voou pela primeira vez em 14 de abril de 2002. Sua representação do projeto Buttercup está disponível como um conjunto de planos para construtoras.

## Especificações (1938 Wittman Buttercup - Model W - N18268)
Descrições gerais
- Tripulação: 1 piloto
- Capacidade: 2 piloto e passageiro
- Comprimento: 6,17 m (20 ft)
- Envergadura: 9,14 m (30 ft)
- Altura: 1,75 m (5,7 ft)
- Peso vazio: 313 kg (690 lb)
- Peso de decolagem: 630 kg (1 390 lb)

Motorização
- Número de motores: 1x
- Tipo do motor: Motor de combustão interna
- Potência por motor: 85 hp (63,4 kW)

Performance
- Velocidade máxima: 233 km/h (145 mph)
- Velocidade de cruzeiro (km/h): 198 km/h (123 mph)
- Velocidade total em Nó: 107 kn (198 km/h)